# Sutheptila
Sutheptila is een geslacht van schietmotten uit de familie Hydroptilidae.

## Soorten
Deze lijst is mogelijk niet compleet.
- S. kjaerandseni H Malicky & P Chantaramongkol, 2007